# Polje pri Višnji Gori
Polje pri Višnji Gori este o localitate din comuna Ivančna Gorica, Slovenia, cu o populație de 31 de locuitori.